# Kyle Bartley
Kyle Bartley (Stockport, 22 de maio de 1991) é um futebolista inglês que atua como zagueiro. Atualmente, defende o clube inglês West Bromwich Albion.